# Tuhfat al-atfal

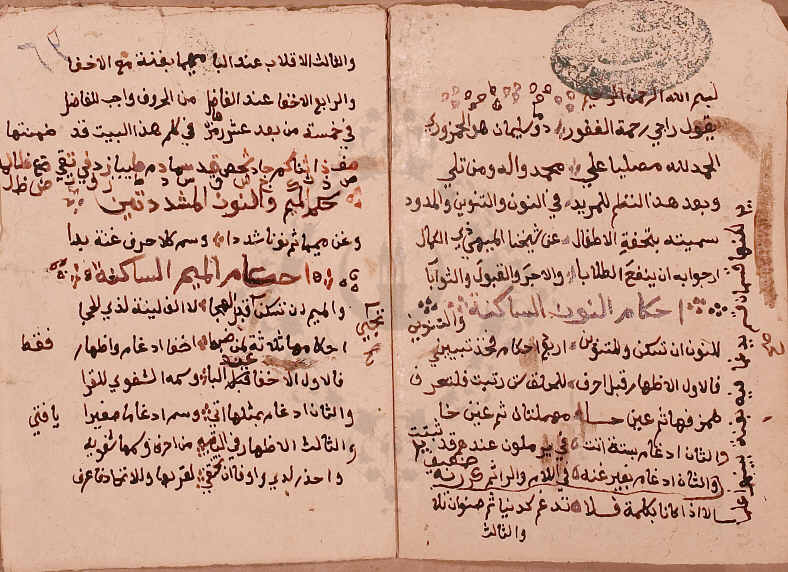
Manuscrit de Tuhfat al-Atfal - Bibliothèque Al-Azhar.

Tuhfat al-atfal (arabe : تحفة الأطفال والغلمان في تجويد القرآن (tuḥfat al-aṭfāl wa-l-ġilmān fī tajwīd al-qur'ān)) ou Le Trésor des Enfants pour le Tajwid du Coran est un poème didactique en arabe se voulant une introduction simplifiée à la science du tajwid du Coran.
Il a été rédigé et achevé par le cheikh Soulayman al-Jamzouri (ar) (سليمان الجمزوري) en 1198 AH (1784 EC).

## Explication du nom
Le titre Tuhfat al-atfal peut être traduit par « Le Trésor des enfants ».
Le mot tuḥfa (تحفة) désigne un objet précieux ou un chef-d’œuvre. Cela fait référence à l'importance du sujet traité (le tajwid, ou bonne lecture du Coran), ainsi qu'à la qualité artistique du poème.
Le mot aṭfāl (أطفال) signifie « enfants », et signifie que cette œuvre est destinée à ces derniers au sens propre comme au figuré, c'est-à-dire aux débutants.

## Parties du poème
Ce poème comporte différentes parties, traitant chacune d'un chapitre particulier de la science du tajwid :

### Introduction (المقدمة) -vers1-5
L'introduction ou المقدمة (al-muqaddima) débute par la basmala (بسم الله الرحمن الرحيم (bismi l-lāhi ar-raḥmāni ar-raḥīm)), suivie d'une eulogie pour le Prophète, ses compagnons et leurs pieux successeurs.
Vient ensuite la présentation succincte des sujets abordés : les règles de la lettre nūn sākina (nūn avec sukūn) et du tanwīn et celles des mudūd (les allongements).
L'auteur continue en présentant le nom de son poème et cite en référence son professeur, le cheikh Noureddine bin Ali al-Mīhī (نور الدين بن علي الميهي), et il finit en priant pour que son travail soit bénéfique aux étudiants et soit agréé par Dieu.

### Règles du nūn sākina (نْ) et du tanwīn (أحكام النون الساكنة والتنوين) -v. 6-16
En arabe أحكام النون الساكنة والتنوين (aḥkām an-nūn as-sākina wa-t-tanwīn), cette partie aborde les quatre règles qui régissent la prononciation du nūn avec sukūn (نْ) et du tanwīn : al-iẓhār, al-idghām, al-iqlāb et al-ikhfā'.

#### Al-iẓhār (الإظهار) -v. 7-8
La « prononciation distincte » ou الإظهار (al-iẓhār) consiste à prononcer distinctement la lettre nūn ou le tanwīn.
Cette règle s'applique quand le nūn ou le tanwīn sont suivis d'une des six consonnes gutturales (حروف الحلق (ḥurūf al-ḥalq)) : hamza (ء), hāʾ (ه), ʿayn (ع), ḥāʾ (ح), ġayn (غ), ḫāʾ (خ).
Exemples : « مِّنۡ خَوۡفِۭ » ou « كُفُوًا أَحَدُۢ ».

#### Al-idghām (الإدغام) -v. 9-12
La « fusion » ou الإدغام (al-idġām) consiste à fusionner la lettre nūn ou le tanwīn avec la lettre suivante, de façon à ne former qu'une seule lettre.
Cette règle s'applique quand le nūn ou le tanwīn sont suivis d'une des six lettres rassemblées dans le mot « يَرْمُلُون » : yāʾ (ي), rāʾ (ر), mīm (م), lām (ل), wāw (و), nūn (ن).
On peut distinguer deux types d'idghām en fonction de la prononciation ou non de la ghunna (ou nasillement), qui est une caractéristique de la lettre nūn et du tanwīn :
- idghām avec ghunna (إدغام بغنة (idġām bi-ġunna)) (v.10) : on conserve la ghunna du nūn et du tanwīn lors de la fusion avec les lettres rassemblées dans le mot « يَنْمُو » : yāʾ (ي), nūn (ن), mīm (م), wāw (و). Exemples : « فَمَن یَعۡمَلۡ » ou « كِتَـٰبࣱ مُّبِینࣱ ».
- idghām sans ghunna (إدغام بغير غنة (idġām bi-ġayr ġunna)) (v.12) : on supprime la ghunna du nūn et du tanwīn lors de la fusion avec les lettres suivantes : lām (ل) et rāʾ (ر). Exemples : « یَكُن لَّهُۥ » ou « نَذِیرࣱ لَّكُم ».

L'idghām s'applique seulement si le nūn ou le tanwīn et la lettre suivante sont dans deux mots séparés, comme dans les exemples suivants : « فَمَن یَعۡمَلۡ » ou « قَوۡمࣲ مُّجۡرِمِینَ ». S'ils se retrouvent en un seul mot, on n'applique pas l'idghām mais l'iẓhār (c'est-à-dire la prononciation distincte). On ne rencontre cette situation que dans quatre mots du Coran : « دُنْيَا », « بُنْيَان », « صِنْوَان », « قِنْوَان ».

#### Al-iqlāb (الإقلاب) - v.13
La « substitution » ou الإقلاب (al-iqlāb) consiste à transformer la lettre nūn ou le tanwīn en mīm (م) lorsqu'ils sont suivis de la lettre bāʾ (ب), tout en prononçant la ghunna (ou nasillement).
Exemples : « لَیُنۢبَذَنَّ » ou « كِرَامِۭ بَرَرَةࣲ ».

#### Al-ikhfā' (الإخفاء) - v. 14-16
La « dissimulation » ou الإخفاء (al-iḫfāʾ) se situe entre al-iẓhār et al-idghām, et consiste à dissimuler la lettre nūn ou le tanwīn sans shadda (ou accentuation), tout en prononçant la ghunna (ou nasillement). 
Cette règle s'applique quand le nūn ou le tanwīn sont suivis d'une des quinze lettres restantes, rassemblées par Al-Jamzouri au début de chaque mot du vers suivant : « صِفْ ذَا ثَنَا كَمْ جَادَ شَخْصٌ قَدْ سَمَا .... دُمْ طَيِّبًا زِدْ فِي تُقًى ضَعْ ظَالِمَا ». C'est-à-dire les lettres suivantes : sād (ص), ḏāl (ذ), ṯāʾ (ث), kāf (ك), ǧīm (ج), šīn (ش), qāf (ق), sīn (س), dāl (د), ṭāʾ (ط), zāy (ز), fāʾ (ف), tāʾ (ت), ḍād (ض), ẓāʾ (ظ). La ghunna doit suivre le caractère emphatique ou aminci[Quoi ?] de la lettre suivant le nūn ou le tanwīn. Elle doit donc être emphatisée avec les lettres suivantes : qāf (ق), sād (ص), ṭāʾ (ط), ḍād (ض), ẓāʾ (ظ).
Exemples : « أَنصَارࣰا » ou « لَقُرۡءَانࣱ كَرِیمࣱ ».

### Règles du nūn (نّ) et du mīm (مّ) accentués (أحكام النون والميم المشددتين) - v. 17
En arabe أحكام النون والميم المشددتين (aḥkām an-nūn wa-l-mīm al-mušaddadatayn), cette partie aborde la prononciation du nūn et du mīm quand on leur applique une shadda (ou accentuation). Ici, l'auteur rappelle en un seul vers qu'il faut bien insister sur la ghunna (ou nasillement) du nūn et du mīm en cas d'accentuation, sachant qu'il s'agit du cas où la ghunna est à son maximum en termes de force et de durée. Cette règle s'applique que l'on s'arrête sur le nūn ou le mīm, ou que l'on continue la lecture.
Exemples : « وَلَا جَاۤنࣱّ » ou « ثُمَّ ٱتَّخَذۡتُمُ ».

### Règles du mīm sākina (مْ) (أحكام الميم الساكنة) - v. 18-23
En arabe أحكام الميم الساكنة (aḥkām al-mīm as-sākina), cette partie aborde les trois règles qui régissent la prononciation du mīm avec sukūn (مْ) : al-ikhfā' ash-shafawī, al-idghām ash-shafawī et al-iẓhār ash-shafawī. On remarque que ces trois règles portent le même nom que celles du nūn et du tanwīn. C'est pourquoi on a ajouté pour les distinguer le qualificatif shafawī (شفوي), qui signifie « labial », en référence à la lettre mīm qui a les lèvres pour origine, contrairement au nūn.

#### Al-ikhfā' ash-shafawī (الإخفاء الشفوي) - v. 20
La « dissimulation » consiste à dissimuler la lettre mīm lorsqu'elle est suivie de la lettre bāʾ (ب), tout en prononçant la ghunna (ou nasillement).
Exemple : « إِنَّ رَبَّهُم بِهِمۡ ».

#### Al-idghām ash-shafawī (الإدغام الشفوي) - v. 21
La « fusion » consiste à fusionner la lettre mīm avec la lettre suivante s'il s'agit d'un mīm également, de façon à ne former qu'une seule lettre, tout en prononçant la ghunna. On parle ici d'un « petit idghām » (إدغام صغير (idġām ṣaġīr)), car c'est la fusion d'une lettre avec sukūn (حرف ساكن (ḥārf sākin)) avec une lettre vocalisée (حرف متحرك (ḥārf mutaḥarrik)) (avec fatḥa, ḍamma, kasra).
Exemple : « لَهُم مَّغۡفِرَةࣱ ».

#### Al-iẓhār ash-shafawī  (الإظهار الشفوي) -v. 22-23
La « prononciation distincte » consiste à prononcer distinctement la lettre mīm, sans prononcer de ghunna supplémentaire. Cette règle s'applique quand le mīm est suivi d'une lettre autre que bāʾ (ب) et mīm (م). Il faut prendre garde à bien appliquer l'iẓhār avec deux lettres en particulier, le wāw (و) et le fāʾ (ف). En effet, ces lettres ont respectivement le même point d'articulation (lèvres) et un point d'articulation proche (extrémité des incisives supérieures sur l'intérieur de la lèvre inférieure) de celui du mīm, ce qui peut entraîner une mauvaise prononciation.
Exemple : « قُمۡ فَأَنذِرۡ ».